# Distretto di Ban Bueng
Il distretto di Ban Bueng (in thailandese: บ้านบึง) è un distretto (amphoe) della Thailandia, situato nella provincia di Chonburi.